# Sophie Hélène Béatrice od Francuske
Marie Sophie Hélène Béatrice de France (9. srpnja, 1786. – 19. lipnja, 1787.) bila je francuska princeza.

## Životopis
Sophie Hélène Béatrice rođena je u dvorcu Versailles. Bila je druga i ujedno najmlađa kći Luja XVI., kralja Francuske i njegove supruge, kraljice Marije Antoanete. Dobila je ime po svojoj prateti, Sophiji de France, šestoj kćeri francuskog kralja Luja XV, koja je umrla četiri godine prije njenog rođenja.
Kako je bila kći tadašnjeg kralja, Sophie Hélène Béatrice bila je Fille de France (kći Francuske) i bila je treći najvažniji ženski član kraljevske obitelji, poslije njene majke, Marije Antonete i starije sestre
Marie-Thérese-Charlotte, poznate i kao Madame Royale.
Sophie je rođena kao velika beba, ali je njeno krhko zdravlje ugrozila tuberkuloza. Umrla je u Versaillesu nakon što je pretrpjela pet ili šest dana konvulzije uzrokovane rezanjem novih zuba. Živjela je točno 345 dana, nepunih jedanaest mjeseci.
Sophijina je smrt uzrokovala mnogo tuge u kraljevskoj obitelji, ponajprije njezinih roditelja. Sahranjena je u Bazilici Saint-Denis.